# Jarrett Gilgore
Jarrett Gilgore (* 13. September 1992 in Philadelphia) ist ein US-amerikanischer Jazzmusiker (Altsaxophon, Komposition).

## Leben und Wirken
Jarrett Gilgore wuchs in einem musikalischen Elternhaus in Doylestown auf; sein Vater spielte Jazzpiano. Als Kind hatte er Klavierunterricht und wechselte dann zum Saxophon. Frühen Einfluss hatte die Musik von Miles Davis, Ornette Coleman, Sun Ra und Cecil Taylor. Er besuchte das Litchfield Jazz Camp in Connecticut 2007/08 und hatte 2008 erste Auftritte in Philadelphia; nach dem Abschluss der Highschool 2010 zog er nach Baltimore. Dort lernte er Dave Ballou kennen und studierte am Peabody Institute Saxophon bei Gary Thomas und Michael Formanek. Er arbeitete ab den frühen 2010er-Jahren u. a. mit Jaimie Branch, Tony Malaby, Tashi Dorji, Lonnie Holley, Susan Alcorn, Michael Formanek sowie in den Formationen Anna & Elizabeth, Dan Deacon, Cass McCombs Band und Rubblebucket. Mit Deric Dickens legte Gilgore 2015 das gemeinsame Album Words Are not Enough – Streams (Mole-Tree Music) vor, mit Titeln seines Vorbilds Jimmy Lyons und Eigenkompositionen. 2016 gründete er mit Luke Stewart und Ian McColm das Trio Heart of the Ghost. Zu hören ist er u. a. auch auf Anthony Pirogs Album The Hunger Artist (2024).

## Diskographische Hinweise
- Deric Dickens, Jarrett Gilgore: Pallaksch!(2015)
- Zach Rowden, Jarrett Gilgore, Ian McColm: First Lapse (Raw Tonk, 2019)
- Heart of the Ghost with Dave Ballou: Live at Rhizome (2020) mit Luke Stewart, Ian McColm[2]
- Tulpas: Atisbo (Astral Spirits, 2024)